# Дженніфер Ґрант
Дженніфер Даєн Ґрант (англ. Jennifer Diane Grant) (26 лютого 1966 в Бербанку, округ Лос-Анджелес, Каліфорнія) — американська акторка. Вона є єдиною дитиною акторів Кері Ґранта і Даян Кеннон.

## Життєпис
Батьки Дженніфер Ґрант, Кері Ґрант і Даян Кеннон, розлучилися, коли їй було два роки. Дженніфер Ґрант була близькою зі своїм батьком до його смерті в 1986 році. Оскільки батько не хотів, щоб вона стала актрисою, вона кілька років пробувала інші професії. У підлітковому віці вона була нянею, у шкільні роки та на перерві в коледжі працювала на складі магазину, касиркою та офіціанткою. Після закінчення американістики у Стенфордському університеті в 1987 році вона працювала в юридичній фірмі, а потім кухарем в ресторані Spago Вольфганга Пака в Беверлі-Гіллз. Коли її батько помер у 1986 році, він залишив їй половину свого статку вартістю кілька мільйонів доларів, а іншу половину вона успадкувала від мачухи Барбари Гарріс Ґрант, з якою вона була близька.

## Акторська кар'єра
У 1993 році, через сім років після смерті свого батька Кері Ґранта, Дженніфер Ґрант зіграла свою першу акторську роль у телесеріалі Аарона Спеллінґа «Беверлі-Гіллз, 90210», в якому вона зіграла повторювану роль Селести Ланді. Вона знялася в якості гостя в різних телесеріалах, таких як Time Trax і Friends, а пізніше зіграла кілька ролей у кіно. У 1999 році вона зіграла головну роль у ситкомі « Зірки кіно» .
У 2011 році вона опублікувала свої мемуари Good Stuff: A Reminiscence of My Father, Cary Grant. Good Stuff — це портрет її стосунків з батьком, якому було 62 роки, коли вона народилася і який померла двадцятьма роками пізніше. Назва відсилає до одного з улюблених виразів Кері Ґранта; він так казав, коли йому все подобалось або коли був чимось задоволений.
Дженніфер Ґрант була одружена з телевізійним режисером і продюсером Ренді Зіском протягом трьох років до їхнього розлучення в 1996 році. Ґрант працювала волонтерським чином як акторка і наставниця Фонду молодих оповідачів. У 2008 році у Ґрант народився син.

## Фільмографія

### Фільми
- 1996: Savage – Легенда з майбутнього (Savage)
- 1996: Делікатні роки – Історія триває (The Evening Star)
- 1998: Erasable You
- 1998: My Engagement Party
- 2000: The View from the Swing
- 2005: Going Shopping
- 2005: Welcome to California
- 2007: Смертельна таємниця (My Daughter’s Secret)
- 2015: Little Loopers
- 2015: Ghost Squad
- 2015: Christmas Trade

### Телешоу
- 1993: Moon over Miami (телесеріал, продовження)
- 1993–1994: Район Беверлі-Гіллз (телесеріал, 8 продовжень)
- 1994: Robins Club (Robin’s Hoods, (телесеріал, одне продовження)
- 1994: Слід крізь час (телесеріал, одне продовження)
- 1995: Super Dave’s Vegas Spectacular (телесеріал)
- 1995: Друзі (телесеріал)
- 1997: Chicago Sons (телесеріал, одне продовження)
- 1997: Вокер, техаський рейнджер (телесеріал, одне продовження)
- 1997: Ellen[de] (телесеріал, одне продовження)
- 1998: Дружнє гніздо (Guys Like Us, телесеріал, одне продовження)
- 1999–2000: Movie Stars (телесеріал, 21 продовження)
- 2006: CSI:злочинці на прицілі (CSI: Crime Scene Investigation, телесеріал, одне продовження)

## Вебпосилання
- Офіційна вебсторінка
- Дженніфер Ґрант на сайті IMDb (англ.)
- Фотографії з книжки Good Stuff, Alfred A. Knopf/Verlag: Random House